# Caroline Vis
Caroline Vis (4 de marzo de 1970 en Vlaardingen) es una tenista neerlandesa, retirada de la actividad. Se convirtió en profesional en 1989. Especialista en dobles, Vis ganó nueve títulos en esta modalidad en toda su carrera en el WTA Tour. Alcanzó la final del Torneo de Roland Garros de 1991 en dobles mixto jugando con su coterráneo Paul Haarhuis. Fue No. 9 del mundo en dobles en 1998. Se retiró en 2006.

## Finales de Grand Slam en dobles mixto

### Finalista (1)
| Año  | Torneo        | Compañero     | Rivales en la final     | Marcador en la final |
| 1991 | Roland Garros | Paul Haarhuis | Helena Suková Cyril Suk | 3–6, 6–4, 6–1        |

## Finales de WTA (26)

### Ganadora en dobles (9)
| Leyenda        |
| Grand Slam (0) |
| WTA (0)        |
| Tier I (1)     |
| Tier II (4)    |
| Tier III (2)   |
| Tier IV-V (2)  |

| No. | Fecha | Torneo                 | Superficie   | Compañera          | Rival en la final                 | Marcador      |
| 1.  | 1992  | Bélgica                | Arcilla      | Manon Bollegraf    | Elena Bryukhovets Petra Langrová  | 6–4, 6–3      |
| 2.  | 1993  | Hungría                | Alfombra (i) | Inés Gorrochategui | Sandra Cecchini Patricia Tarabini | 6–1, 6–3      |
| 3.  | 1997  | Estados Unidos         | Dura         | Yayuk Basuki       | Larisa Neiland Helena Suková      | 7–6(9–7), 6–3 |
| 4.  | 1997  | Canadá                 | Dura         | Yayuk Basuki       | Nicole Arendt Manon Bollegraf     | 3–6, 7–5, 6–4 |
| 5.  | 1999  | Francia                | Alfombra (i) | Irina Spîrlea      | Elena Likhovtseva Ai Sugiyama     | 7–5, 3–6, 6–3 |
| 6.  | 1999  | Luxemburgo             | Alfombra (i) | Irina Spîrlea      | Tina Križan Katarina Srebotnik    | 6–1, 6–2      |
| 7.  | 1999  | Austria                | Alfombra (i) | Irina Spîrlea      | Tina Križan Larisa Neiland        | 6–4, 6–3      |
| 8.  | 2000  | Tailandia              | Hard         | Yayuk Basuki       | Tina Križan Katarina Srebotnik    | 6–3, 6–3      |
| 9.  | 2001  | Emiratos Árabes Unidos | Dura         | Yayuk Basuki       | Åsa Svensson Karina Habšudová     | 6–0, 4–6, 6–2 |